# Amaranthus bahiensis
Amaranthus bahiensis là loài thực vật có hoa thuộc họ Dền. Loài này được Mart. mô tả khoa học đầu tiên năm 1841.